# الجيلاني عبد السلام
الجيلاني عبد السلام لاعب كرة قدم تونسي من مواليد 26 نوفمبر 1993 وهو يلعب في مركز الجناح في نادي بيشة السعودي.

## مسيرة اللاعب
لعب سابقاً في الترجي الجرجيسي واتحاد بنقردان والنجم المتلوي والملعب القابسي والهلال الشابي ونادي الكوكب السعودي ونادي الصفا السعودي ونادي مضر ونادي بيشة.

## روابط خارجية
- الجيلاني عبد السلام على موقع قاعدة بيانات كرة القدم.إي يو (الإنجليزية)
- الجيلاني عبد السلام على موقع Soccerway.com (الإنجليزية)